# Wilhelm Schumann (Politiker, 1899)

Wilhelm Schumann

Wilhelm Schumann (* 28. März 1899 in Elberfeld; † nach 1945) war ein deutscher Politiker (NSDAP).

## Leben und Tätigkeit
Nach dem Schulbesuch nahm Schumann als Soldat am Ersten Weltkrieg teil, zuletzt mit dem Reserve-Infanterie Regiment Nr. 91. In der Endphase des Krieges geriet er in Gefangenschaft. Anschließend lebte er als Maurer in Elberfeld.
In den 1920er Jahren trat Schumann in die NSDAP ein. Von 1932 bis Herbst 1933 saß er als Abgeordneter im Preußischen Landtag. Anschließend gehörte er von November 1933 bis zum Ende der NS-Herrschaft im Frühjahr 1945 dem nationalsozialistischen Reichstag als Abgeordneter für den Wahlkreis 22 (Düsseldorf Ost) an.
In der Sturmabteilung (SA) erreichte Schumann den Rang eines Standartenführers. Im März 1933 fiel Schumann durch eine scharfe antisemitische Rede, die er vor dem Wuppertaler Polizeipräsidium hielt, auf.
Im Wuppertaler Adressbuch für 1942 ist er mit Adresse In der Beek 16 verzeichnet.
Schumann gilt seit 1945 als vermisst.

## Ehe und Familie
Schumann war verheiratet mit Maria Kampmann (* 31. Januar 1902 in Elberfeld).